# 스위스 일치신조
스위스 일치신조(Helvetic Consensus)는 1675년에 채택된 개혁주의 신조로 아미라우트주의를 반박하기 위하여 제정되었다.  이 신조는 쮜리히에서 제일 먼저 채택되었고, 제네바에서는 소뮈르 학파의 사조를 지지자들의 반대로 1679년에 채택되었다.
이 신조는 총 26개 항목으로 되어 있고,  칼뱅주의와 소뮈르 학파의 차이를 대조시켜 설명하였다.

## 참고 문헌
- 영문 번역 전문
- 스위스 일치신조 해석